# Michael James Shaw
Michael James Shaw (Nova Iorque, 16 de setembro de 1986), é um ator e escritor norte-americano da cidade de Nova Iorque. Ele é mais conhecido por seu papel recorrente como Agente do FBI Daryl/"Mike" na série de televisão Limitless. Shaw também teve um papel recorrente em Constantine como Papa Midnite e teve um papel em vários curtas como Don-o-mite e Today _ _ cks. Ele também teve um pequeno papel em Roots como Marcellus. Shaw interpretou Corvus Glaive nos filmes do Universo Cinematográfico Marvel, Avengers: Infinity War e Avengers: Endgame.

## Biografia
Shaw se formou na Vanguard High School em 2005. Após se formar na High School, Shaw passou seus anos de graduação na Universidade Howard. Howard é um HBCU bem conhecido localizado no Capitólio de nossa nação. Ele então fez um programa de mestrado na Juilliard School.

## Filmografia

### Televisão
| Ano           | Título             | Papel                                         | Notas                   |
| ------------- | ------------------ | --------------------------------------------- | ----------------------- |
| 2008          | The Wire           | Sem-teto                                      | Não creditado           |
| 2011          | Today _ _ cks      | Carter                                        | Curta-metragem          |
| 2012          | Brutus             | Caesar                                        | Curta-metragem          |
| 2012          | Lispenard          | Samba                                         | Curta-metragem          |
| 2014          | Don-o-mite         | Don-o-mite                                    | Curta-metragem          |
| 2014          | Roulette           | Jason                                         | Curta-metragem/Escritor |
| 2014–2015     | Constantine        | Papa Midnite                                  | 3 episódios             |
| 2015–2016     | Limitless          | Agente do FBI Daryl/"Mike"                    | 14 episódios            |
| 2016          | Roots              | Marcellus                                     | Episódio: "Part 3"      |
| 2016          | Desire in New York | Jay                                           | Filme de televisão      |
| 2017          | Bull               | Agente do FBI Rick Jarvis                     | 2 episódios             |
| 2017          | Blue Bloods        | Ronald Lloyd: Reis Guerreiros/Chefe de Gangue | Episódio: "In and Out"  |
| 2019–presente | Blood & Treasure   | Aiden Shaw                                    | Papel principal         |
| 2019          | The Enemy Within   | Desmond Visser                                | 2 episódios             |
| 2021–2022     | The Walking Dead   | Mercer                                        | Regular (11ª temporada) |

### Filmes
| Ano  | Título                 | Papel         | Notas                      |
| ---- | ---------------------- | ------------- | -------------------------- |
| 2016 | Wiener-Dog             | Fantasia      |                            |
| 2018 | Avengers: Infinity War | Corvus Glaive | Captura de movimento e voz |
| 2019 | Avengers: Endgame      | Corvus Glaive | Captura de movimento e voz |